# Route nationale 140
Die Route nationale 140, kurz N 140 oder RN 140, war eine französische Nationalstraße.
Die Straße wurde 1824 zwischen einer Straßenkreuzung mit der Nationalstraße 7 25 Kilometer südlich von Montargis und Uzerche festgelegt und geht auf die Route impériale 160 zurück. 1828 wurde der Abschnitt zwischen Eymoutiers und Uzerche abgestuft. Zusätzlich wurde die Strecke der Nationalstraße von Eymoutiers nach Figeac, unterbrochen durch die Nationalstraße 120, verlängert. Ihre Gesamtlänge betrug dadurch 434,5 Kilometer. 1973 wurde ein neuer Straßenverlauf aus einem Teil der früheren Strecke sowie aus folgenden Abschnitten der Nationalstraßen 681, 594 und 662 sowie der Départementsstraße 21 des Départements Aveyron erstellt:
- N 681 Cressensac – Le Bourg
- N 140 Le Bourg – Figeac
- N 594 Figeac – Capdenac-Gare
- N 662 Capdenac-Gare – Saint-Christophe-Vallon
- D 21 Saint-Christophe-Vallon – Rodez

Der Abschnitt des früheren Strecke zwischen Bourges und Levet wurde zur Nationalstraße 144 umgewidmet. Die restlichen Teile wurden abgestuft. 2006 erfolgte die Abstufung der neuen Führung der N 140.
Verlauf 1824–1828:
- N 140 N 7 – Eymoutiers (Details in Infobox rechts)
- D 30 Eymoutiers – Départementgrenze (Haute-Vienne)
- D 3 Départementgrenze (Corrèze) – Uzerche